# Chiesa cattolica in Indonesia
La Chiesa cattolica in Indonesia è parte della Chiesa cattolica, sotto la guida spirituale del Papa e della Santa Sede.
I cattolici in Indonesia costituiscono una minoranza, in un paese a larga maggioranza musulmana.

## Situazione
L'origine dell'evangelizzazione è missionaria: il vasto arcipelago indonesiano è stato colonizzato da olandesi e portoghesi e numerosi sono ancora oggi i missionari di origine straniera presenti nel Paese asiatico.
In tutto il Paese vi sono scuole e strutture sanitarie cattoliche. Chi va alla scuola pubblica, se si dichiara cristiano, non è obbligato a partecipare alla preghiera islamica. L'unico obbligo per i cristiani deriva da un decreto del 1969 che stabilisce che, per poter erigere una chiesa, occorra richiedere un permesso governativo.
Ancora oggi l'Indonesia è nota per la tolleranza religiosa. Nel vasto arcipelago a larga maggioranza musulmana, le chiese cristiane contano ben 300 sigle diverse. Ma negli anni successivi al 1990 l'indice della tolleranza religiosa ha cominciato a scendere.
L'Indonesia è uno stato federale, ma ciascuno stato ha potestà legislativa. Alcuni stati ne hanno approfittato approvando norme discriminatorie verso i cristiani: i sacerdoti devono vestire in "borghese" (non possono indossare un abito che li renda riconoscibili né possono esibire la croce) e i matrimoni interreligiosi sono proibiti.
In materia di religione, dal 1999 sono stati introdotti oltre 150 nuovi regolamenti restrittivi regionali. Tra di essi, l'obbligo generalizzato di rispettare il digiuno del Ramadan o, per le donne, quello di coprirsi il capo. Nel 2001, nella provincia autonoma di Aceh, nel nord-ovest dell'isola di Sumatra, è stata introdotta la sharia; tutti gli abitanti, cristiani compresi, sono stati costretti a conformarvisi. Il 14 settembre 2009 è stata ripristinana la lapidazione degli adulteri. Infine, è diventato più difficile costruire nuove chiese. Non solo: negli anni dal 1990 al 2010 ne sono state chiuse e sgomberate 600.
In questo difficile contesto, la Chiesa cattolica ha poco margine per costruire un'azione pastorale. I religiosi si occupano dell'insegnamento, della salute e dei poveri. Nel febbraio 2011 a Temanggung, nell'isola di Giava, una folla di estremisti musulmani ha attaccato una chiesa cattolica, bruciato due chiese protestanti ed assalito un orfanotrofio cattolico e un centro sanitario gestito dalle Suore della Divina Provvidenza. L'attacco è avvenuto in seguito al processo ad un cristiano accusato di blasfemia. Gli estremisti chiedevano la pena di morte, ma il giudice ha condannato l'uomo, Antonius Richmond Bawengan, a cinque anni di carcere. Immediata è scoppiata la rivolta: dapprima gli estremisti hanno ingiuriato il tribunale, poi si sono scagliati contro i luoghi di culto cristiani.

## Organizzazione ecclesiastica

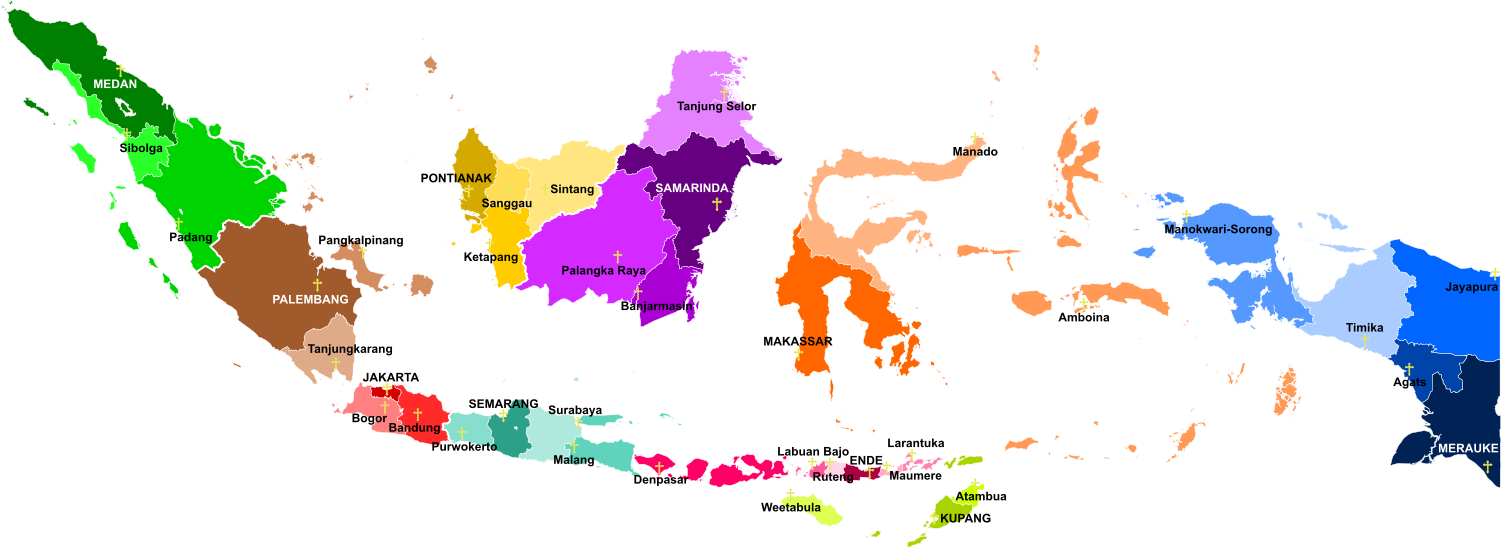
Mappa delle province ecclesiastiche indonesiane.

La Chiesa cattolica è presente nel Paese con 10 sedi metropolitane, 28 diocesi suffraganee e 1 ordinariato militare.
- Arcidiocesi di Ende con le diocesi suffraganee di Denpasar, Larantuka, Labuan Bajo, Maumere e Ruteng;
- Arcidiocesi di Giacarta con le diocesi suffraganee di Bandung e Bogor;
- Arcidiocesi di Kupang con le diocesi suffraganee di Atambua e Weetebula;
- Arcidiocesi di Makassar con le diocesi suffraganee di Amboina e Manado;
- Arcidiocesi di Medan con le diocesi suffraganee di Padang e Sibolga;
- Arcidiocesi di Merauke con le diocesi suffraganee di Agats, Jayapura, Manokwari-Sorong e Timika;
- Arcidiocesi di Palembang con le diocesi suffraganee di Pangkalpinang e Tanjungkarang;
- Arcidiocesi di Pontianak con le diocesi suffraganee di Ketapang, Sanggau e Sintang;
- Arcidiocesi di Samarinda con le diocesi suffraganee di Banjarmasin, Palangkaraya e Tanjung Selor;
- Arcidiocesi di Semarang con le diocesi suffraganee di Malang, Purwokerto e Surabaya.

L'episcopato del Paese è riunito nella Conferenza episcopale dell'Indonesia, il cui attuale presidente è il vescovo Antonius Franciskus Subianto Bunyamin, vescovo di Bandung.

## Nunziatura apostolica
La delegazione apostolica dell'arcipelago indonesiano fu istituita il 7 luglio 1947 con il breve De animarum salute di papa Pio XII.
La delegazione apostolica di Indonesia fu elevata al rango di internunziatura il 15 marzo 1950 con il breve Id maxime Nostrum dello stesso papa Pio XII. Questa a sua volta è stata elevata al rango di nunziatura apostolica il 7 dicembre 1965 con il breve Quo firmiores di papa Paolo VI.

### Delegati ed Internunzi apostolici
- Georges-Marie-Joseph-Hubert-Ghislain de Jonghe d'Ardoye, M.E.P. † (6 luglio 1947 - 3 maggio 1955 nominato internunzio apostolico in Egitto)
- Domenico Enrici † (17 settembre 1955 - 30 gennaio 1958 nominato nunzio apostolico in Haiti)
- Gaetano Alibrandi † (23 giugno 1958 - 15 ottobre 1961 nominato nunzio apostolico in Cile)
- Ottavio De Liva † (18 aprile 1962 - 23 agosto 1965 deceduto)

### Pro-nunzi e Nunzi apostolici
- Salvatore Pappalardo † (7 dicembre 1965 - 7 maggio 1969 nominato presidente della Pontificia Accademia Ecclesiastica)
- Joseph Mees † (14 giugno 1969 - 10 luglio 1973 nominato nunzio apostolico in Paraguay)
- Vincenzo Maria Farano † (8 agosto 1973 - 25 agosto 1979 nominato nunzio apostolico in Ecuador)
- Pablo Puente Buces † (18 marzo 1980 - 15 marzo 1986 nominato delegato apostolico in Guinea Bissau e Mauritania e pro-nunzio apostolico in Capo Verde e Senegal)
- Francesco Canalini (28 maggio 1986 - 20 luglio 1991 nominato nunzio apostolico in Ecuador)
- Pietro Sambi † (28 novembre 1991 - 6 giugno 1998 nominato nunzio apostolico in Cipro e Israele e delegato apostolico in Palestina)
- Renzo Fratini (8 agosto 1998 - 27 gennaio 2004 nominato nunzio apostolico in Nigeria)
- Albert Malcolm Ranjith Patabendige Don (29 aprile 2004 - 10 dicembre 2005 nominato segretario della Congregazione per il Culto Divino e la Disciplina dei Sacramenti)
- Leopoldo Girelli (13 aprile 2006 - 13 gennaio 2011 nominato nunzio apostolico in Singapore, delegato apostolico in Brunei e Malesia e rappresentante pontificio per il Vietnam)
- Antonio Guido Filipazzi (23 marzo 2011 - 26 aprile 2017 nominato nunzio apostolico in Nigeria)
- Piero Pioppo, dall'8 settembre 2017

## Conferenza episcopale

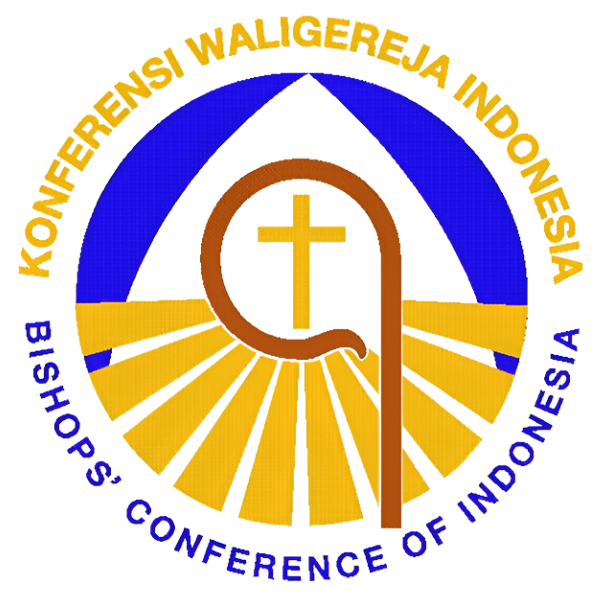
Logo della Conferenza dei vescovi dell'Indonesia.

Elenco dei Presidenti della Conferenza episcopale dell'Indonesia:
- Arcivescovo Albert Soegijapranata, S.I. (1958 - 1963)
- Cardinale Justinus Darmojuwono (1967 - 1980)
- Vescovo Francis Xavier Sudartanta Hadisumarta, O. Carm. (1980 - 1988)
- Cardinale Julius Riyadi Darmaatmadja, S.I. (1988 - 1997)
- Vescovo Joseph Theodorus Suwatan, M.S.C. (1997 - 2000)
- Cardinale Julius Riyadi Darmaatmadja, S.I. (2000 - 2006)
- Vescovo Martinus Dogma Situmorang, O.F.M. Cap. (2006 - novembre 2012)
- Cardinale Ignatius Suharyo Hardjoatmodjo (novembre 2012 - 17 novembre 2022)
- Vescovo Antonius Franciskus Subianto Bunyamin, O.S.C., dal 17 novembre 2022

Elenco dei Vicepresidenti della Conferenza episcopale dell'Indonesia:
- Vescovo Leo Laba Ladjar, O.F.M. (2015 - 13 novembre 2018)
- Arcivescovo Justinus Harjosusanto, M.S.F. (13 novembre 2018 - 17 novembre 2022)
- Vescovo Adrianus Sunarko, O.F.M., dal 17 novembre 2022

Elenco dei Secondi Vicepresidenti della Conferenza episcopale dell'Indonesia:
- Arcivescovo Justinus Harjosusanto, M.S.F. (2015 - 13 novembre 2018)
- Vescovo Paskalis Bruno Syukur, O.F.M. (13 novembre 2018 - 17 novembre 2022)
- Arcivescovo Robertus Rubiyatmoko, dal 17 novembre 2022

Elenco dei Segretari generali della Conferenza episcopale dell'Indonesia:
- Vescovo Antonius Franciskus Subianto Bunyamin, O.S.C. (2015 - 17 novembre 2022)
- Vescovo Paskalis Bruno Syukur, O.F.M., dal 17 novembre 2022